# Sarah Austin (traductora)
Sarah Austin (Norwich, 1793-Weybridge, 8 de agosto de 1867) fue una editora inglesa, lingüista y traductora del alemán.

## Vida
Nacida en 1793 bajo el nombre de Sarah Taylor en Norwich, Inglaterra, fue la hija más joven de John Taylor, un fabricante de hilo y escritor de himnos de una familia Unitaria localmente conocida. Su educación fue supervisada por su madre, Susannah Taylor. Comenzó a hablar latín, francés, alemán e italiano. Entre sus seis hermanos y hermanas, se encontraban Edward Taylor (1784-1863), un cantante y profesor de música, John Taylor (1779-1863), un ingeniero de minas y Richard Taylor (1781-1858), un impresor y editor de trabajos científicos. Los amigos de la familia incluían al doctor James Alderson y a su hija Amelia Opie, Henry Crabb Robinson, al banquero Gurneys y a James Mackintosh.
Sarah se casó con John Austin (1790-1859) el 24 de agosto de 1819. Durante los primeros años de su matrimonio vivieron una amplia vida social en Queen's Square, Westminster. John Stuart Mill declaró la estima que sentía hacia ella a través de su título de Mutter, apodo con el que se dirigía a ella. Jeremy Bentham también estaba en su círculo de amistades. Viajó por todo el mundo, como por ejemplo Dresden y Weimar. Según un becario moderno, Austin "tendía a ser austera, solitaria, e insegura, mientras que, por otro lado, era muy decidida, ambiciosa, vigorosa, sociable, y acogedora." De hecho, tenía tanta necesidad de afección que a inicios de la década de los 30 del 1800 tuvo una aventura amorosa con Hermann Pückler-Muskau, un príncipe alemán cuyo trabajo fue traducido por Sarah. Esta relación se llevó a cabo únicamente mediante un intercambio de cartas y Sarah no se encontró con su corresponsal hasta que las pasiones se enfriaron."
La única hija del matrimonio de los Austin, Lucie, Lady Duff Gordon, fue traductora del alemán como su madre. Se casó con Sir Alexander Cornewall Duff-Gordon. Su traducción de 1843 de Stories of the Gods and Heroes of Greece (Historias de los dioses y héroes de Grecia) de Barthold Georg Niebuhr se atribuyó erróneamente a su madre. La historia de su familia se recogió en Three Generations of English Women (Tres generaciones de mujeres inglesas) (1893), por la nieta de Sarah Taylor, Janet Ross.

## Obras
Las traducciones literarias de Austin eran un medio principal de apoyo financiero para la pareja. También hizo mucho para promover los trabajos de su marido durante su vida y publicó una colección de sus conferencias sobre jurisprudencia después de su muerte. En 1833, publicó Selections from the Old Testament (Selecciones del Antiguo Testamento), donde ilustró la religión, moralidad, y poesía de la escritura hebrea. "Mi único objetivo ha sido," escribió en el prefacio, "juntar todo aquello que se presentó a mi corazón y mente como lo más persuasivo, consolador o elevador, de tal forma y orden que sea de fácil referencia, convenientemente organizado y dividido, y liberado de la materia, ya sea difícil de entender, no atractiva o improductivo (por decir menos) para ojos jóvenes y puros." El mismo año publicó una de las traducciones por las cuales es más conocida: Characteristics of Goethe from the German of Falk, Von Müller, and others (Características de Goethe a partir del alemán de Falk, Von Müller y otros), con valiosas notas originales, ilustrativas de la literatura alemana. Sus propias críticas son pocas, pero sumamente relevantes.
En 1834, Austin tradujo The Story without an End (La historia sin fin) de Friedrich Wilhelm Carové, la cual era a menudo reimpresa. En el mismo año tradujo el famoso informe sobre State of Public Instruction in Prussia (Estado de instrucción pública en Prusia), dirigido por Victor Cousin a Marthe Camille Bachasson, Condesa de Montalivet, ministra de instrucción pública. En el prefacio, ella aboga elocuentemente a la causa de la educación nacional. "La sociedad," dice, "ya no es una corriente tranquila, sino un mar agitado; la reverencia por la tradición, por la autoridad, se fue. En tal estado de cosas, ¿quién puede negar la absoluta necesidad de la educación nacional?" En 1839 volvió a hablar del mismo tema en un panfleto, publicado originalmente como un artículo en Foreign Quarterly Review, donde argumentó desde la experiencia de Prusia y Francia de la necesidad de establecer un sistema de educación nacional en Inglaterra.
Una de sus últimas publicaciones (1859) consistió en dos cartas dirigidas al Athenaeum (una revista británica), sobre las escuelas de niñas y sobre la formación de mujeres trabajadoras, las cuales demostraron que ella había cambiado sus opiniones. Hablando sobre las antiguas escuelas de pueblo, ella admite que las profesoras poseían la tradición de los libros pequeños. Normalmente eran viudas

Mejor versadas en las fatigas y problemas de la vida que en química o astronomía... Pero las más sabias entre ellas enseñaron las grandes lecciones de la obediencia, reverencia por el campo honrado, industria, pulcritud, orden decente y otras virtudes de su sexo y posición,

 y entrenó a sus alumnas para ser las mujeres de hombres trabajadores. En 1827, Austin se fue con su marido a Alemania y se establecieron en Bonn. Durante su larga estancia en el extranjero, recogió materiales para su obra, Germany from 1760 to 1814 (Alemania desde 1760 hasta 1814), la cual fue publicada en 1854 y todavía mantiene su lugar como una interesante y considerada encuesta de las instituciones y los modales alemanes.
En el otoño de 1836 acompañó su marido a Malta, ocupándose ella misma de investigaciones sobre los restos del arte maltés. En su regreso de aquella isla, ella y su marido regresaron a Alemania. De allí pasaron a París, donde se quedaron hasta que la revolución de 1848 los trajo de vuelta a casa. En 1840 tradujo History of the Popes (Historia de los Papas), de Leopold von Ranke, que fue profusamente alabado por Henry Hart Milman y Thomas Babington Macaulay (cuyo trabajo también había traducido). Cuando esta traducción se publicó, su íntimo amigo George Cornewall Lewis le escribió diciendo, "Murray desea con muchas ganas que emprendas algún trabajo original. Sientes un 'Beruf' de ese tipo?" Sin embargo, ella no sentía tal "Beruf" (un llamado o vocación) y la mayoría de sus trabajos posteriores fueron traducciones.
Después de la muerte de su marido en 1859, Sarah Austin produjo una edición coherente y casi completa de Lectures on Jurisprudence (Conferencias de jurisprudencia), una tarea enorme que requirió reunir las notas dispersas y marginales de su marido. Su modestia con respecto a su contribución a las publicaciones de su marido fue reconocida solo por autores posteriores. Austin también editó Memoirs (Memorias) de Sydney Smith (1855) y Letters from Egypt (Cartas de Egipto) de Lady Duff-Gordon (1865).
El estilo de Sarah Austin es claro, no afectado y forzado. Adoptó un alto estándar para los deberes de un traductor trató de ajustarse a él rigurosamente. "Ha sido mi práctica invariable", dijo, "tan pronto como me haya comprometido a traducir una obra, escribirle al autor de la misma, anunciar mi intención y agregar que si tiene alguna corrección, omisión o adición que hacer, puede depender de que preste atención a sus sugerencias." Hizo mucho por dar a conocer a los ingleses las mejores mentes de Alemania y dejó una reputación literaria debida tanto a su conversación y amplia correspondencia con ilustres hombres de letras como por sus obras.

#### Otras obras
La siguiente es una lista de sus otros trabajos principales no nombrados hasta ahora:
- Traducción de Tour in England, Ireland, and France by a German Prince (Gira por Inglaterra, Irlanda y Francia de un príncipe alemán), (Londres, 1832), en honor a Briefe eines Verstorbenen (Cartas de un difunto) de Pückler.
- Traducción de Raumer's England (Inglaterra de Raumer) en 1835, 1836
- Fragments from German Prose Writers (Escritores de prosa alemanes), 1841
- History of the Reformation in Germany (Historia de la Reforma en Alemania) y History of the Popes (Historia de los Papas) (1840), del alemán Leopold von Ranke
- Sketches of Germany from 1760 to 1814 (Bocetos de Alemania desde 1760 hasta 1814) (1854), tratando circunstancias políticas y sociales durante aquel período.
- Traducción sobre Causes of the Success of the English Revolution (Causas del éxito de la Revolución Inglesa) (1850), de François Guizot
- Memoirs of the Duchess of Orleans (Memorias de la duquesa de Orleans), 1859
- Letters from Egypt (Cartas de Egipto) de Lady Duff Gordon, editado por la señora Austin, 1865
- Letters of Sydney Smith (Cartas de Sydney Smith), 1855 (segundo volumen de Life and Letters [Vida y cartas] de Lady Holland)

## Muerte
Sarah Austin murió en Weybridge, Surrey, el 8 de agosto de 1867. Fue enterrada junto a su marido en el cementerio de Weybridge. Su patrimonio, valorado en menos de 5000 £, recibió la legalización el 28 de agosto de 1867, siendo el albacea su yerno, Alexander Cornewall Duff-Gordon.